# Исакије Синајски
Исихије Синајски је био јеромонах манастира Свете Катарине на Синајској гори и аскетски писац византијског периода.
Не зна се ништа тачно о његовој каријери или тачном времену у којем је живео. Од књижевних остатака овог аутора сачувани су само фрагменти, које тек треба сакупити и посебно обрадити. У рукописима му се, по правилу, даје почасно звање „Свети отац наш“ и, у случајевима када је аутентичност ове титуле на рукопису извесна, довољно је да га разликује од других са истим именом, а посебно од прослављеног Исихија Јерусалимског.
Уврштен је у Синаксар Грчке православне цркве у коме се наводи да је био игуман манастира Свете Катарине на гори Синај у 7. веку, а његов празник се обележава 29. марта.